# Barnaba Panizza
Barnaba Panizza (Torino, 1806 – Torino, 2 marzo 1895) è stato un architetto, urbanista e politico italiano, noto per aver progettato molti edifici e alcune strutture urbanistiche della città di Torino nel XIX secolo.

## Biografia
Figlio d'arte, seguì le orme del padre Lorenzo (1771-1847), quest'ultimo già autore di edifici torinesi, quali l'Ospedale San Giovanni Battista antica sede di Via Cavour, 31 e il Regio Manicomio di Collegno. La madre era Caterina Arnulfi (1775-1859).
Diplomatosi in architettura nel 1821, le sue prime opere furono alcune palazzine a ridosso del centro di Torino, ma le vere opere importanti furono postume al 1840, quando iniziò a progettare case per l'alta borghesia e la nobiltà torinese, soprattutto nei quartieri Vanchiglia e San Donato.

Nel 1830 disegnò la facciata della chiesa di Santa Maria di Piazza in via Santa Maria (zona via Garibaldi), in stile neoclassico, edificio già opera di Bernardo Antonio Vittone del 1752. Nel 1845 fu incaricato da Roberto Taparelli d'Azeglio di ampliare e modificare esternamente il celebre palazzo di famiglia.

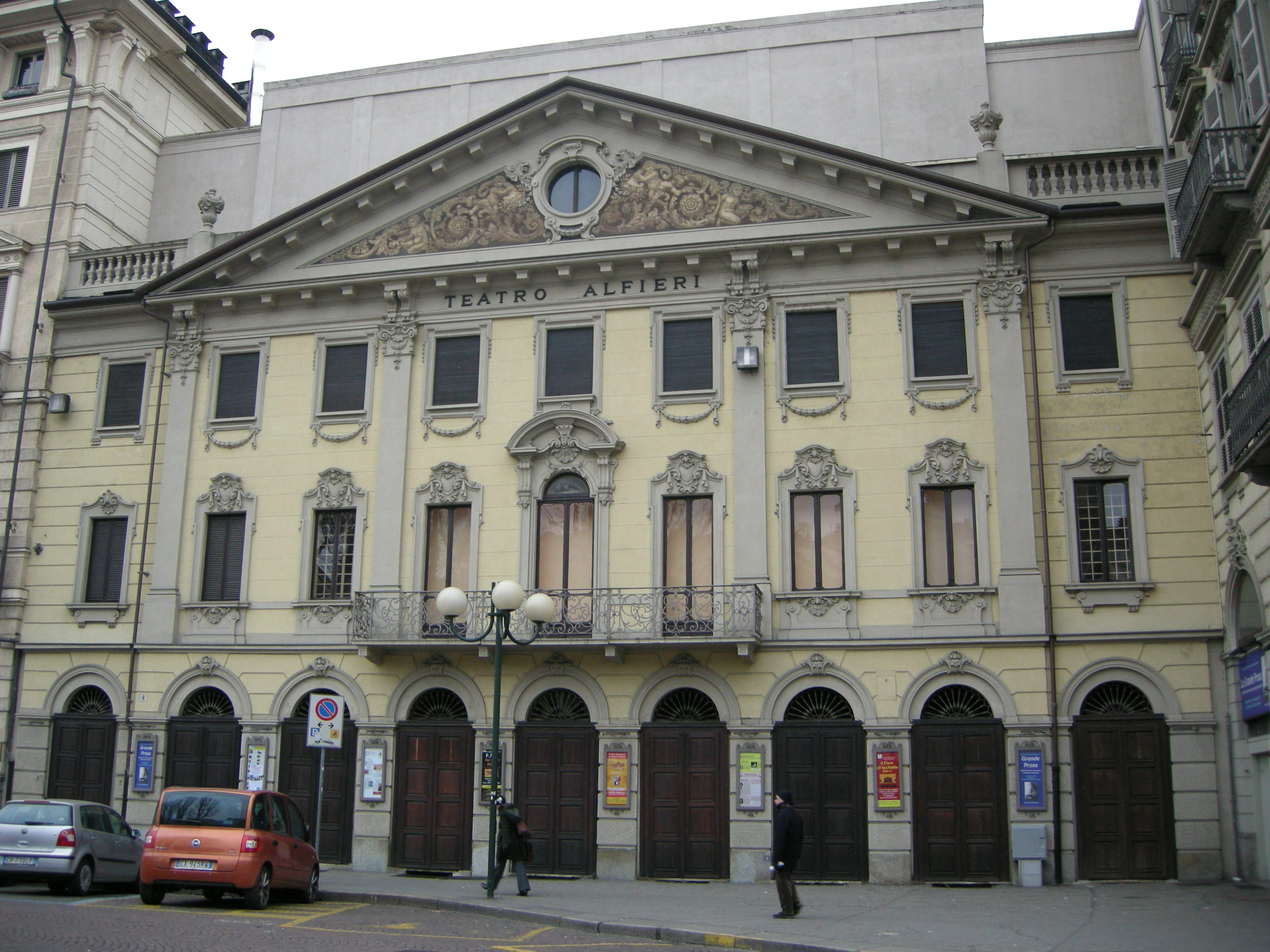
Facciata del Teatro Vittorio Alfieri, che Panizza progettò sia nel 1855 che nel 1877

Nel 1850 fu chiamato a progettare dei tratti di porticati di piazza Carlo Felice e di zona stazione Porta Nuova, per poi contribuire alla progettazione di altre case, sempre in centro. Alcuni esempi furono il rifacimento del convento di suore San Vincenzo de' Paoli annesso all'antica chiesa di San Salvario, più altri palazzi di zona Crocetta, quindi la sala e lo scalone di Palazzo Masino in via Alfieri, il balcone e le botteghe di Palazzo Provana di Collegno, la Galleria Natta (questa chiamata poi Geisser, demolita nel 1937 e ricostruita come Galleria San Federico), il palazzo Antonino e i saloni del caffè Nazionale.
Nel 1859 si occupò di restaurare ed ampliare Palazzo Forneris in via San Donato, al civico 32.

Nel 1860 divenne consigliere comunale, quindi assessore ai lavori pubblici , poi commissario alle Belle Arti di Torino, nonché riformatore dei piani regolatori edilizi e viabilità municipali, infine insignito del titolo di commendatore dell'Ordine Mauriziano direttamente dal Re Umberto I.
Nel 1870 progettò la sua casa, dove poi abitò fino alla morte, in piazza Solferino angolo via Cernaia, e cioè adiacente al teatro Alfieri. Di quest'ultimo fu infatti anche co-proprietario nonché progettatore della facciata dell'edificio, sia quella preesistente del 1855 che quella del 1877, poiché il teatro subì un incendio nel 1858.
Nella vita privata, Panizza si sposò ed ebbe cinque figli, ma la sua vita fu marcatamente funestata, dapprima dalla morte del figlio Lorenzo (1839-1858) suo primogenito maschio diciannovenne, quindi della moglie nel 1868, e infine delle altre quattro figlie (Leocadia (+1876), Virginia (1841-1919), Prospera (c.1844-1882) e Balbina (c.1849-1872)) e dei loro rispettivi consorti (Edoardo Pecco (1823-1886), Giuseppe Lanino (1832-1907), Pietro Carrera e Carlo Taricco).